# Adonis
Adonis er en yngling i græsk mytologi, berømt for sin skønhed, elsket af Afrodite. Han hørte efter det oldgræske sagn hjemme i Østerland.
Sagnene om Adonis afviger meget fra hinanden. Efter kyprioternes sagn var Adonis søn af Kinyras, efter den græske digter Panyassis derimod frugten af en brødefuld elskov mellem Smyrna (eller Myrrha) og hendes egen far Theias, assyrernes konge. Smyrna forvandledes til et myrratræ; da tiden var gået, brast dets bark, og Adonis fremsteg deraf. Afrodite skjulte det spæde barn og overgav det hemmeligt til underverdenens dronning, Persefone; mellem de to gudinder udbrød en strid om barnet. Den bilagde Zeus, så Adonis en tredjedel af året skulle være sin egen herre, en anden tredjedel tilhøre Afrodite og ligeså længe Persefone.
Et andet sagn fortæller, at Adonis, mens han stod i sin fejreste ungdom, på jagt blev dræbt af et vildsvin, som Artemis eller Ares havde udsendt. Dog bevirkede Afrodites sorg, at han en del af året fik tilladelse til at forlade de dødes rige.
I Adonis-skikkelsen er elementer af forskellig oprindelse forenet. Baggrunden er en gammel, fælleseuropæisk dyrkelse af en vegetationsguddom, der hos grækerne tidligt er omformet under påvirkning af for-asiatiske gudeforestillinger. Selve navnet antages for fønikisk (Adon = herre).
Dyrkelsen af Adonis var ikke statskultus i Grækenland, ej heller besad Adonis offentlige templer. Hovedfesten (Adonia) faldt sent på sommeren og havde væsentlig karakter af en sørgefest: om våren, når planterne spirede, var Adonis kommet op til Jorden, om sommeren, når de visnede, vendte han tilbage til de dødes rige. Blandt kultusskikkene nævnes flere steder en fremstilling af Adonis' død og begravelse. Til denne fest såede man planter i små potter og lignende og drev dem frem på kort tid; naturligvis visnede de ligeså hurtigt, og derved blev disse såkaldte "adonishaver" et billede på Adonis' korte levetid.
Theokritos' 15. idyl skildrer den pragtfulde adonisfest i Alexandria. Af nordiske digtere har bl.a. Frederik Paludan-Müller i sit sidste arbejde ("Adonis" fra 1874) behandlet sagnet om Adonis.